# Sandyawan Sumardi
Le Père Jésuite Ignatius Sandyawan Sumardi est une éminente personnalité indonésienne des Droits de l'homme.
Il est notamment connu pour avoir formé une équipe de volontaires pour enquêter sur les violences commises lors des émeutes de Jakarta de mai 1998, notamment les viols de femmes d'origine chinoise.

## Biographie
Fils d'Andreas Sumardi, un lieutenant de police à la retraite, et de Suzana, le Père Sandyawan est né à Janeponto, dans la province de Sulawesi du Sud. Au fil des affectations de son père, Kuncoro, nom sous lequel on l'appelait dans son enfance, a grandi dans différents endroits, à Makassar (capitale de la province) puis dans différentes villes de Java.
Très tôt, il est animé du désir d'aider les pauvres et les plus démunis. À la sortie du collège, il entre au séminaire Metoyudan de Magelang (dans le centre de Java), puis au grand séminaire de Yogyakarta. Il est ordonné prêtre en 1988 puis entre à la  Compagnie de Jésus.
Devenu le Père Ignatius Sandyawan, défenseur des populations marginalisées par la politique économique du régime Soeharto, il a souvent affaire aux forces de l'ordre. Il est notamment aux côtés du Père Mangunwijaya, qui défend des paysans expulsés pour un projet de barrage à Kedung Ombo dans le centre de Java.
Le Père Sandyawan fait encore parler de lui lors des événements du 27 juillet 1996 à Jakarta. Ce jour-là, des groupes d'hommes en civil, les cheveux ras, disciplinés, prennent d'assaut le siège du PDI-P, occupé par les partisans de Megawati Soekarnoputri (fille de l'ancien président Soekarno), qui protestaient contre l'éviction de celle-ci de la présidence du parti lors d'un congrès truqué tenu à Medan (Sumatra du Nord)...
Les émeutes de mai 1998 à Jakarta feront de nombreuses victimes, dont des dizaines (on avait commencé par parler de centaines) de femmes, souvent d'origine chinoise, violées par des groupes d'hommes qui semblaient disciplinés et entraînés. Le Père Sandyawan forme alors un groupe de volontaires chargés de recueillir des témoignages en vue de demander justice. Cette action vaudra au Père d'être arrêté par l'armée et battu.
À la suite du séisme du 26 décembre 2004 dans l'océan Indien, qui frappe plusieurs pays d'Asie du Sud et du Sud-Est, et plus particulièrement la province indonésienne d'Aceh, le Père Sandyawan crée le Jaringan Relawan Kemanusiaan ("réseau de volontaires pour l'humanitaire") ou JRK, qui organisera très vite des secours de première urgence. Depuis, le JRK s'efforce d'être présent sur les lieux frappés par différentes catastrophes.